# 金井高勝
金井 高勝（かない たかかつ）は、戦国時代の武将・真田幸綱（幸隆）の五男。名ははじめ「信春」か。通称は宮内介。兄に信綱、昌輝、昌幸、信尹。信尹を5男、高勝を4男とする説もある。また、真田清鏡が兄弟にいるという説もある。生母は恭雲院。

## 生涯
最初は真田の家名を名乗るが、のち金井氏を称し、高勝（隆勝とも）と名を改めたらしいが、詳細は不明。『金井氏系図』や『一徳斎殿御事事蹟稿』では高勝が金井氏を継承したとしている。
信濃小県郡丸子村（長野県上田市）の御嶽堂に居住し、のちに子孫は帰農した。墓所は同所の龍顔寺（以前は「高勝寺」と呼ばれていた）といい、高勝の菩提所として創建された。
高勝の没した翌年の6月26日付で、甥の信之が叔父の冥福を祈って寺領3貫文を寄進したという記録が寺に残っている（『龍顔寺文書』）。
ただし、江戸時代の江戸幕府編纂の系図集成である『寛政重修諸家譜』では幸隆の四男は信尹とし、五男の高勝の名は見られない。